# سینما پیروزی (مشهد)
سینما پیروزی سینمایی در شهر مشهد، ایران است. این سینما که در سال ۱۳۸۷ تأسیس شده است دارای دو سالن نمایش با ظرفیت ۲۴۵ و ۲۱۳ صندلی است.
این سینما که در بلوار پیروزی مشهد قرار دارد به دلیل دیجیتال نبودن آن پس از ۲ سال تعطیلی در مهر ماه ۱۳۹۳ پس از تجهیز شدن آن به سیستم دیجیتال به صورت رایگان توسط مؤسسه سینما شهر دوباره بازگشایی شد.